# Dicranophorus siedleckii
Dicranophorus siedleckii is een raderdiertjessoort uit de familie Dicranophoridae. De wetenschappelijke naam van deze soort is voor het eerst geldig gepubliceerd in 1953 door Wiszniewski.